# オニテングハギ
オニテングハギ（学名：Naso brachycentron）は、テングハギ属の魚の一種。インド太平洋に分布する。

## 分類・名称
フランスの生物学者であるアシル・ヴァランシエンヌによって、インドネシアのワイゲオ島をタイプ産地として記載された。
種小名は「brachy」(短い)と「centron」(棘)を組み合わせたもので、テングハギと比べて背鰭棘条が短いことに由来する。

## 分布・生息地
西太平洋、インド洋に広く分布するが、紅海、オマーン湾、ペルシア湾では見られない。分布域はケニアから南アフリカ共和国のソドワナ湾までのアフリカ東海岸から、インド洋の島々を通って太平洋に至り、東はフランス領ポリネシアとマリアナ諸島、北は琉球諸島、南はオーストラリアのグレートバリアリーフまで広がる。浅いサンゴ礁の斜面や、岩礁に生息し、単独か小さな群れで生活する。

## 生態
全長は60 cm程度で、最大90 cm。背鰭は4 - 5棘28 - 30軟条から、臀鰭は2棘27 - 28軟条から成る。体長は体高の2.2 - 2.7倍。全長が20 cmを超える頃、体側背縁が隆起する。雄の前頭部には成長するとともに角のような突起が発達し、口先を越えて伸びるが、雌は小さな隆起程度である。成魚の尾びれ両端は糸状に成長する。尾柄の両側には一対の骨質板がある。体色は上半身と頭部が灰色で、下半身は淡い黄色か白色で、体色の境界は不規則。眼の後ろに青い斑点があり、大型の雄には暗色の縞模様が入ることがある。

## 利用
観賞魚として水族館で展示されることもある。